# 吉沢拓海
吉沢 拓海（よしざわ たくみ、2000年9月5日 - ）は、元ラグビーユニオン選手。

## 略歴
高校からラグビーを始めた。
熊谷工業高校時代、高校日本代表候補に選ばれた。
2019年、明治大学に入る。
2023年、明治大学卒業後、埼玉パナソニックワイルドナイツに加入。
2024-25シーズンでは、自身3度目となる前十字靭帯断裂と、半月板損傷となる。
2025年6月、埼玉パナソニックワイルドナイツを退団。